# 2Be3
2Be3 est un groupe de pop français, originaire de Longjumeau, dans l'Essonne. Il est l'un des premiers boys bands français, formé en 1996, et composé de trois amis d'enfance originaires de Longjumeau : Filip Nikolic, Adel Kachermi et Frank Delay. Inspiré des boys bands anglo-saxons tels Take That ou Worlds Apart, le groupe a produit trois albums studio ainsi que des compilations. Ils ont vendu cinq millions de disques.

## Biographie

### Origines
Les 2Be3 grandissent à Longjumeau, dans l'Essonne. C'est pendant son enfance que Frank Delay rencontre Adel Kachermi. Plus tard, au collège Louis Pasteur de Longjumeau, ils font tous les deux la connaissance de Filip Nikolic. Passionnés tous les trois de sport et de danse, ils deviennent inséparables. C'est à cette période qu'ils vont faire le projet de réussir ensemble en créant un groupe de musique et de danse. Les membres du groupe prennent des cours de danse à Meudon avec Lucette Almanzor, la veuve de Céline.
En 1990, Filip, Frank et Adel, en compagnie de deux autres amis forment le groupe To Be Free. 2Be3 est un jeu de mots entre to be free qui signifie « être libre » et to be three qui signifie « être trois ».

### Débuts
En 1996, Filip Nikolic et Frank Delay participent au concours des plus beaux mannequins français dans l'émission Si on chantait sur TF1. Adel Kachermi est également présent dans le public et c'est pendant qu'ils font des démonstrations de break dance dans les coulisses qu'ils sont remarqués par un chorégraphe, qui leur explique que la maison de disques EMI recherche un groupe de garçons, comme eux.[réf. nécessaire] Filip gagne le concours et obtient le titre de Mister France. Quelques mois plus tard, ils signent un contrat chez EMI et To be free devient 2Be3. Lors d'un entretien en 2016 avec Ozap, Frank explique le but réel du groupe à cette époque : « [...] c'était de divertir les gens. Prendre du plaisir en donnant du plaisir. On avait envie d'exister, mais on ne savait pas comment. On savait qu'on représentait quelque chose pour les gens quand on se produisait, quand on faisait des battles, il se passait quelque chose. »
Les 2Be3 publient leur premier single, Partir un jour, en octobre 1996, qui se vend à plus de 450 000 exemplaires. Le single fait son entrée dans les classements le 2 novembre 1996 durant trente-quatre semaines consécutives et parvient à atteindre la deuxième place des charts, ainsi la quatrième place des classements belges pendant 25 semaines. L'album qui suit, l'homonyme Partir un jour, est publié en 1997. Il est certifié triple disque de platine, pour 900 000 exemplaires vendus, soutenu par les singles Toujours là pour toi (une reprise de Never Gonna Give You Up de Rick Astley), Donne, La Salsa et 2Be3 (générique de la série Pour être libre). Cette même année, ils tournent une sitcom de 40 épisodes, retraçant leurs débuts, Pour être libre, produite par AB, diffusée sur TF1 et réunissant 2 000 000 de téléspectateurs en moyenne. Ils se produisent également en concert dans toute la France, dont au Zénith de Paris.

### Fin et séparation
En 1998, sort le second album 2Be3 avec les singles Don't Say Goodbye et Regarde-moi, qui est certifié double disque d'or pour ses 200 000 ventes. Ils entrent au Musée Grévin et donnent un concert à Bercy devant 18 000 personnes. Un album en direct de ce concert sort juste après.
En 1999, ils quittent leur maison de disques EMI et partent aux États-Unis, Filip et Adel à Los Angeles et Frank à New-York. À partir d'octobre 1999, ils se réunissent tous les 3 à Miami, en compagnie de Chris Willis, coach vocal issu du gospel et cousin du chanteur Brian McKnight. Ils y enregistrent un album exclusivement en anglais, Excuse My French, produit par Desmond Child et signent un contrat avec la maison de disques Edel Records.
Au mois de mai de l'année 2000, ils reviennent en France au festival de Cannes pour présenter le premier single Excuse My French, lors d'un show-case donné sur la croisette, ainsi que pour y faire la promotion de leurs films respectifs (Simon Sez pour Filip, Le Conte du ventre plein pour Frank et Jet Set pour Adel). Suivra un deuxième single, Even If. La même année, ils participent à la première édition du festival Pepsi Pop à Bruxelles et Filip présente le show aux côtés de Virginie Efira.
En 2001, ils participent à l'Opération pièces jaunes, et partent ensuite en Asie pour une tournée de plusieurs mois, où sort l'album Excuse my French, qui y rencontrera un grand succès[réf. souhaitée].
À la suite de la faillite de leur maison de disques Edel Records et aux débuts de Filip en tant que comédien dans la série Navarro, les 2Be3 se séparent d'un commun accord fin de l'année 2001, pour permettre à chacun de se consacrer à ses projets solo.
Le groupe se réunira ensuite épisodiquement entre 2002 et 2005 pour faire des galas en France.
Le leader du groupe, Filip Nikolic, est mort le 16 septembre 2009, à l'âge de trente-cinq ans, d'un arrêt cardiaque à la suite d'une surdose de somnifères.  Ses obsèques ont eu lieu le 24 septembre 2009. Il est inhumé à Longjumeau.
En 2025, Prime Vidéo produit une série sur l'histoire du groupe. Il s'agit de la deuxième saison de la série Culte.

## Filmographie
- 1997 : Pour être libre (série télévisée) : eux-mêmes